# O Irixo
O Irixo (spanisch Irijo) ist eine Gemeinde (municipio) mit 1.357 Einwohnern (Stand: 2024) in der Provinz Ourense in der Autonomen Region (Comunidad Autónoma) Galicien im Nordwesten Spaniens.

## Lage und Klima
O Irixo liegt etwa 32 km nordwestlich von Ourense in einer Höhe von ca. 545 m. 
Das vom Atlantik geprägte Klima ist gemäßigt und nicht selten regnerisch (ca. 1225 mm/Jahr).

## Bevölkerungsentwicklung der Gemeinde
Legende: Irijo___Irixo___O Irixo

Quelle: INE-Archiv – grafische Aufarbeitung für Wikipedia
Durch Fortzug in die umliegenden Städte ist die Bevölkerung seit den 1950er Jahren stetig gesunken.

## Gemeindegliederung
Die Gemeinde O Irixo ist in zwölf Parroquias gegliedert:
| Parroquias             | Patrozinium  | Einwohner 2024 | Fläche km² | Dichte Einw./km² | Höhe msnm | Ortskennzahl |
| ---------------------- | ------------ | -------------- | ---------- | ---------------- | --------- | ------------ |
| Campo                  | Santa María  | 477            | 16,84      | 28               | 546       | 32035010000  |
| Cangues                | Santo Estevo | 35             | 3,43       | 10               | 567       | 32035020000  |
| A Cidá                 | Santa Mariña | 32             | 6,13       | 5                | 560       | 32035030000  |
| Corneda                | Santiago     | 138            | 9,02       | 15               | 600       | 32035040000  |
| Dadín                  | San Pedro    | 81             | 4,52       | 18               | 533       | 32035060000  |
| Espiñeira              | San Pedro    | 76             | 8,95       | 8                | 666       | 32035070000  |
| Froufe                 | San Xoán     | 53             | 17,42      | 3                | 652       | 32035080000  |
| Loureiro               | Santa Mariña | 120            | 11,39      | 11               | 631       | 32035090000  |
| Parada de Labiote      | San Xulián   | 137            | 12,15      | 11               | 520       | 32035100000  |
| Reádigos               | Santa Baia   | 17             | 4,51       | 4                | 495       | 32035110000  |
| O Regueiro             | San Pedro    | 38             | 11,09      | 3                | 0         | 32035120000  |
| San Cosmede de Cusanca | San Cosmede  | 187            | 15,62      | 12               | 572       | 32035050000  |

## Wirtschaft
| Ackerbau, Viehzucht und Fischerei                                                  | 026 | 06,86  |
| Industrie                                                                          | 060 | 015,83 |
| Bauwirtschaft                                                                      | 038 | 010,03 |
| Dienstleistungsbetriebe                                                            | 255 | 067,28 |
| Total                                                                              | 379 | 100,00 |
| * Daten aus dem Statistischen Amt für Wirtschaftliche Entwicklung in Galicien, IGE |     |        |

## Sehenswürdigkeiten
- Marienkirche in Campo
- Stefanuskirche in Cangués
- Jakobuskirche in Corneda
- Kirche San Cosmede in Cusanca
- Peterskirche in Dadín
- Jakobuskirche in Espiñeira
- Julianuskirche in Parada de Labiote
- Kirche Santa Baia in Reádigos
- Rathaus

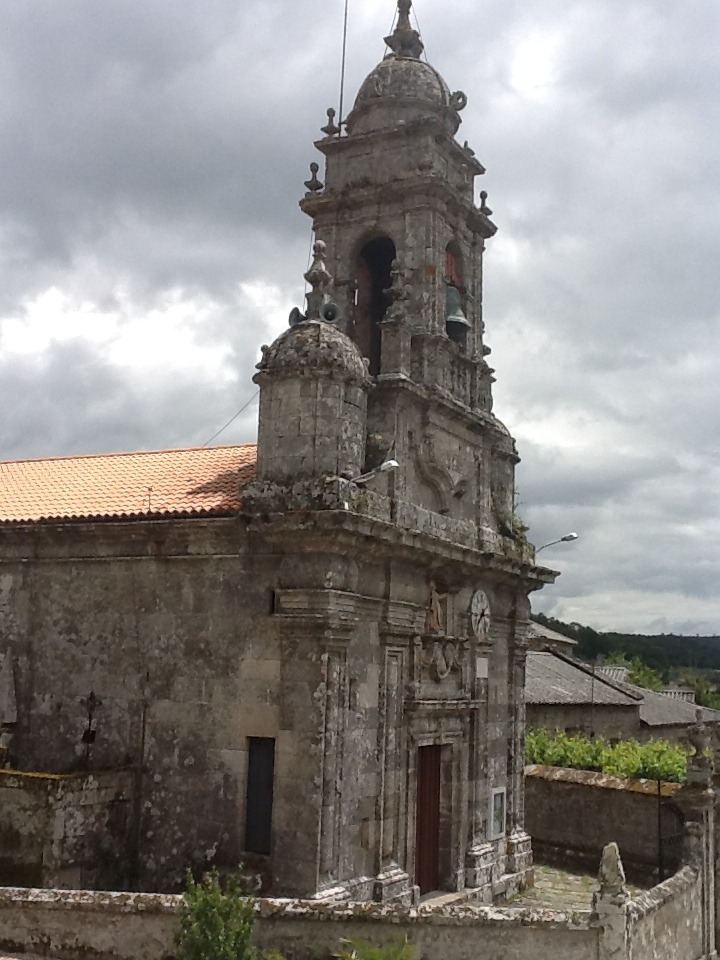
Marienkirche (Campo)
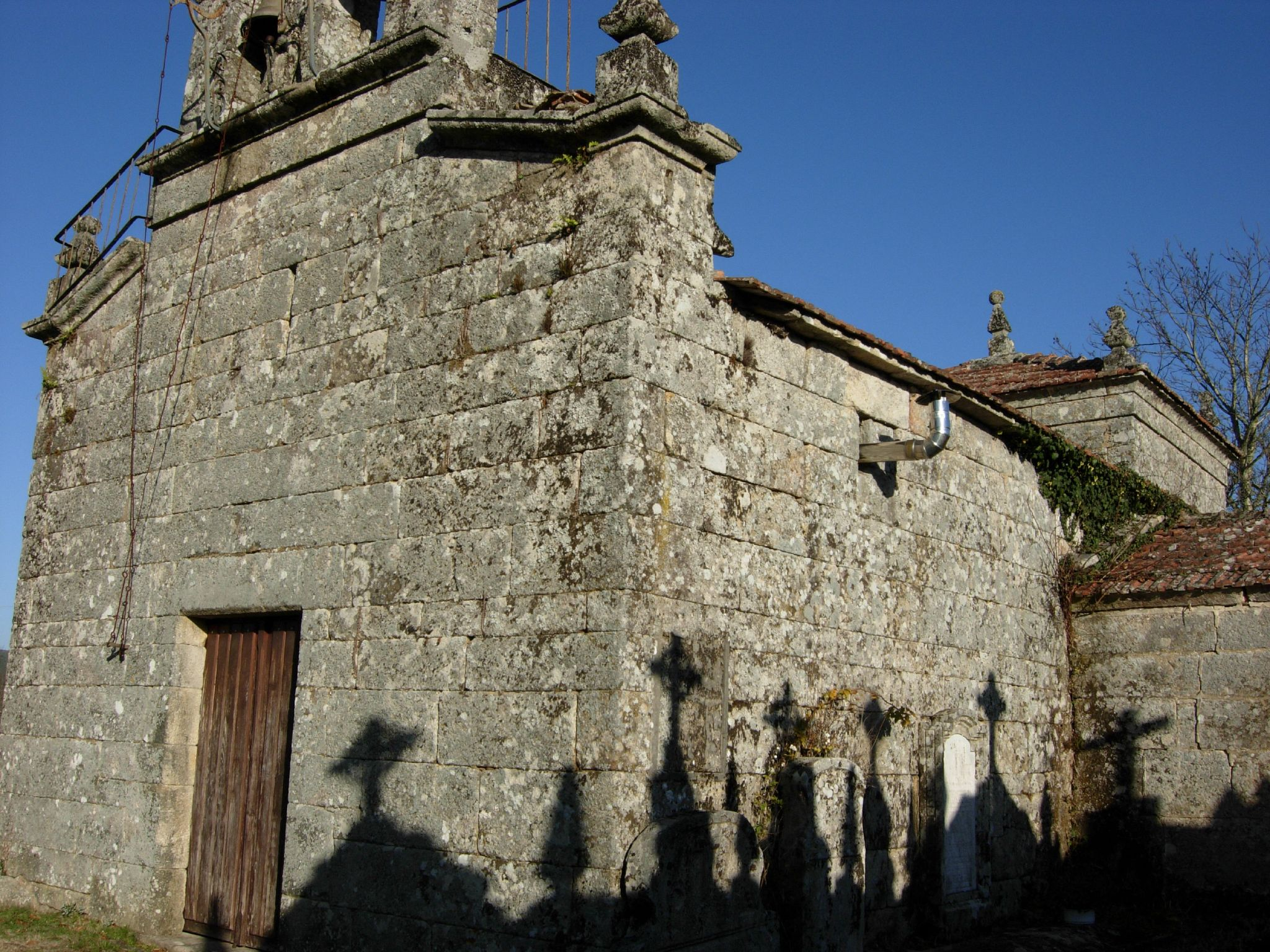
Stefanuskirche
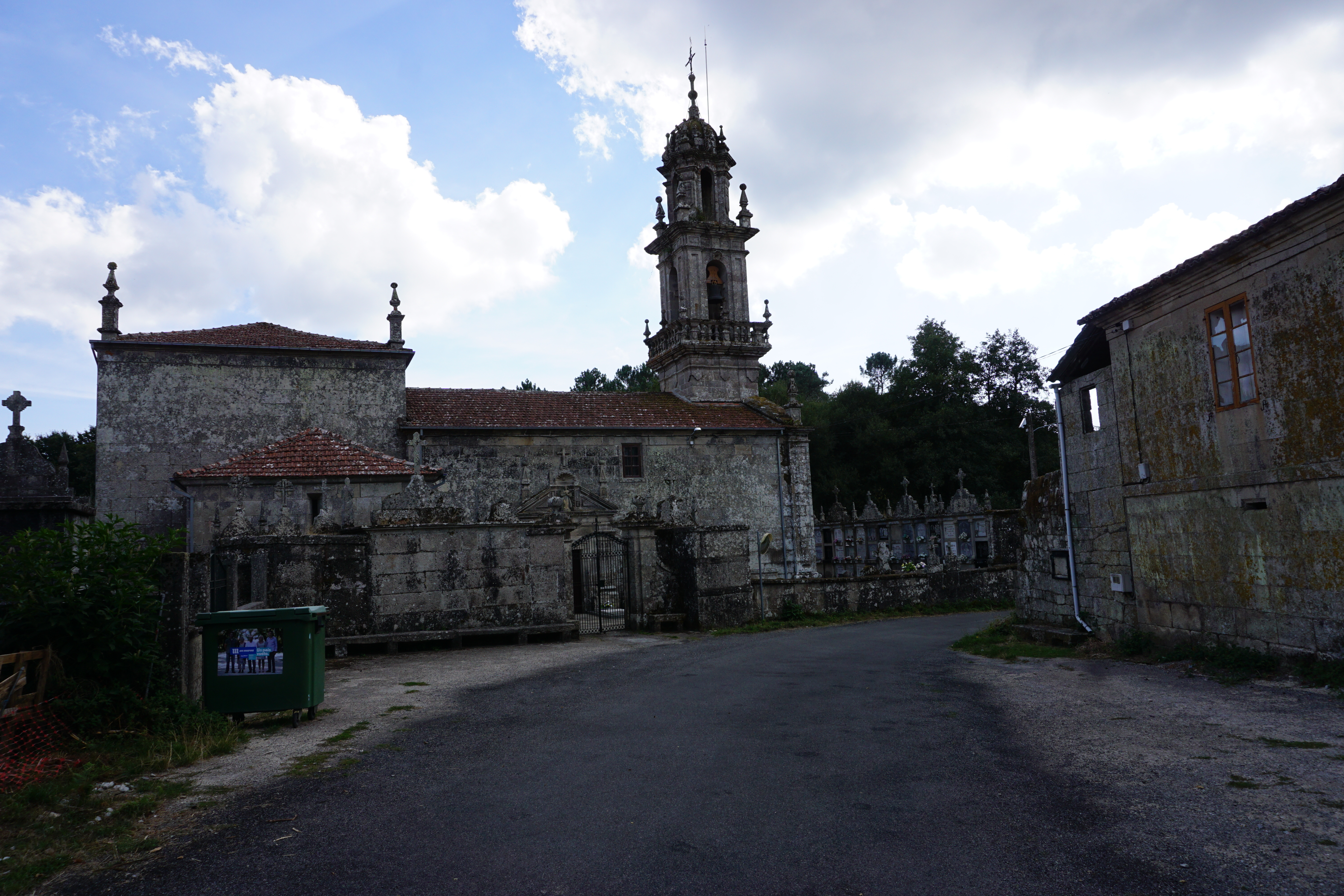
Jakobuskirche in Corneda
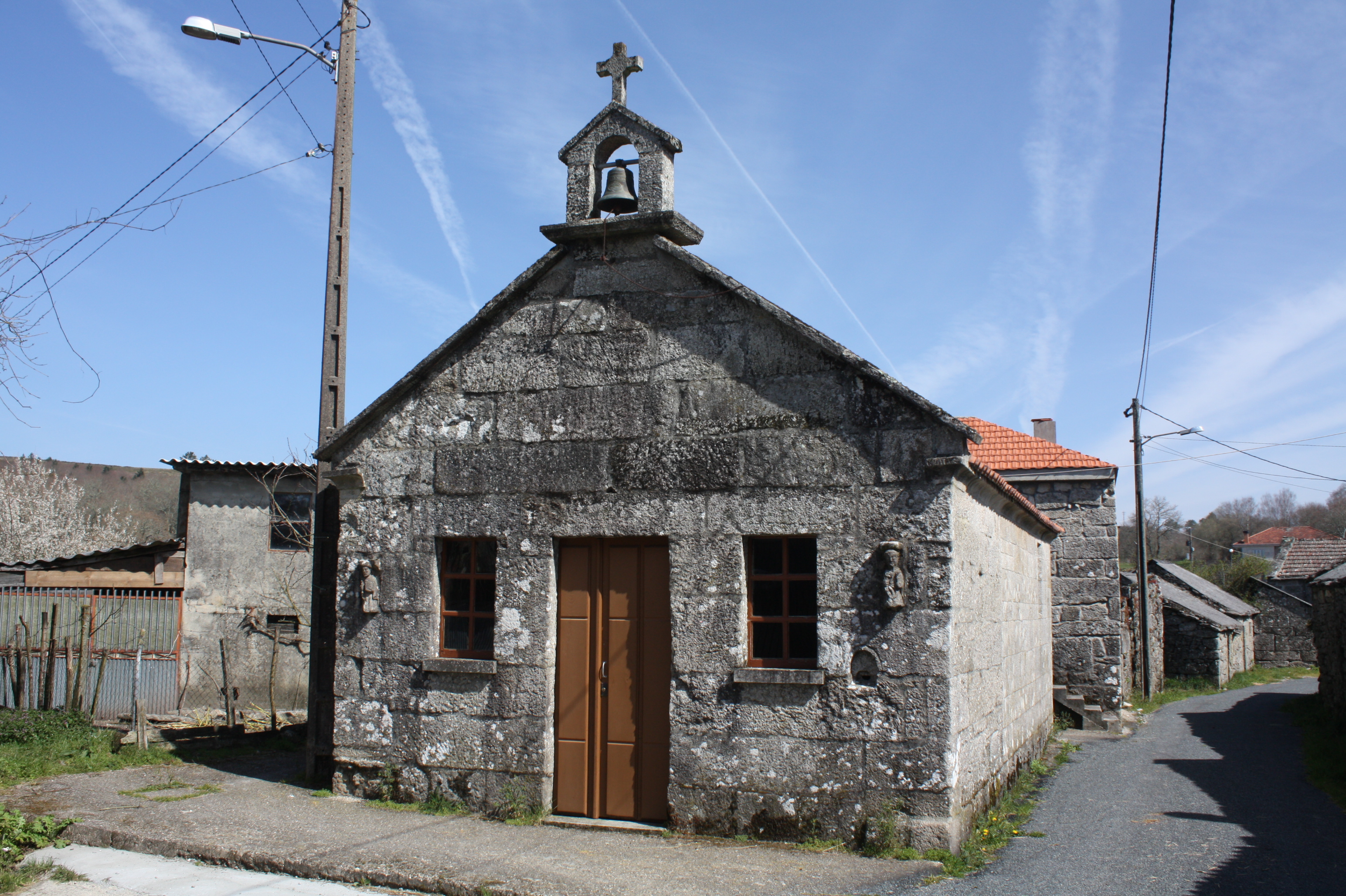
Kirche San Cosmede
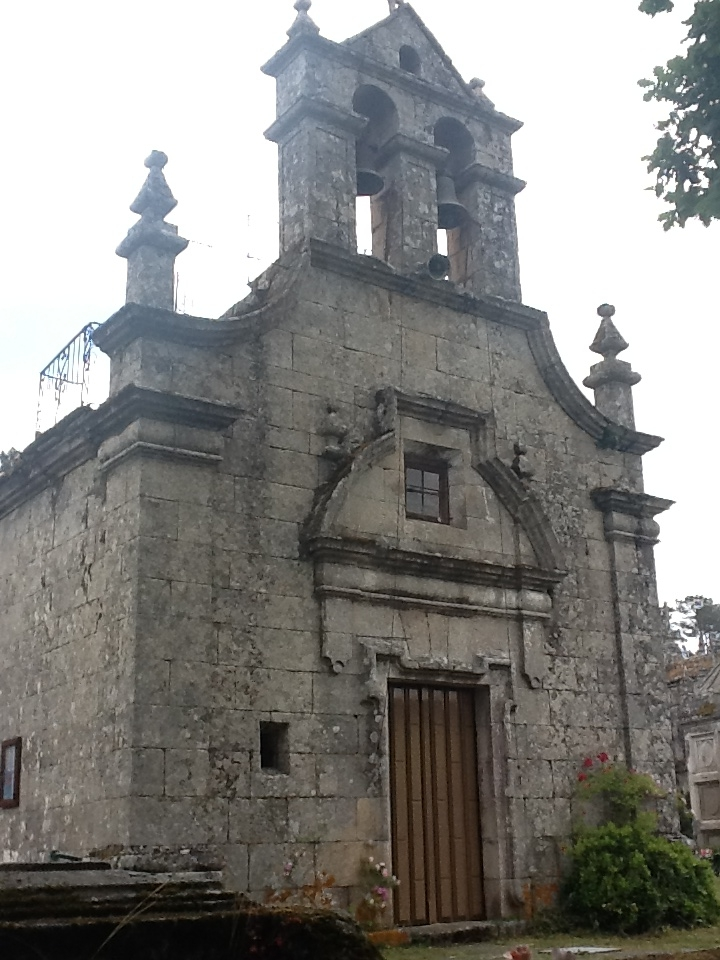
Peterskirche (Dadín)
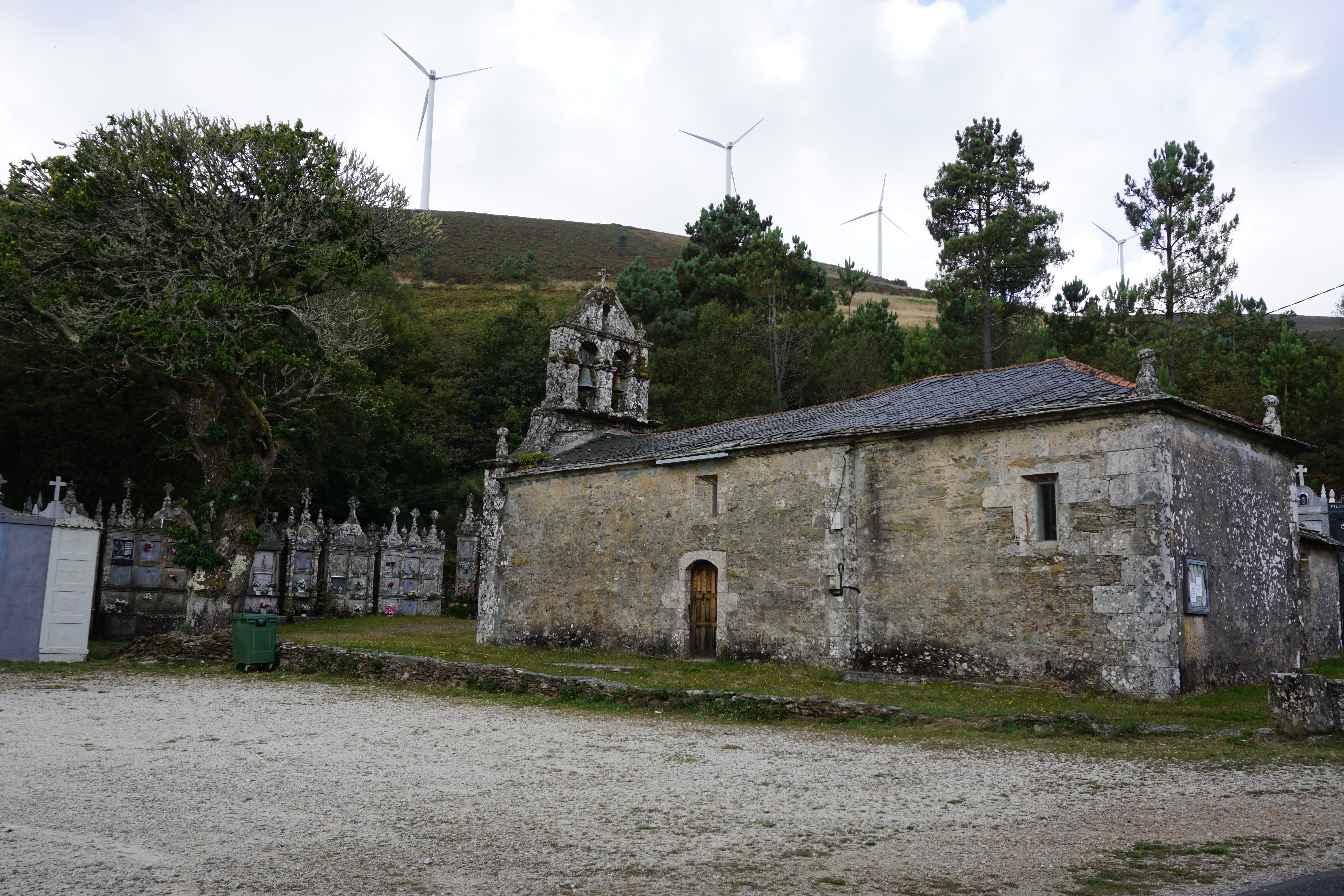
Jakobuskirche in Espiñeira
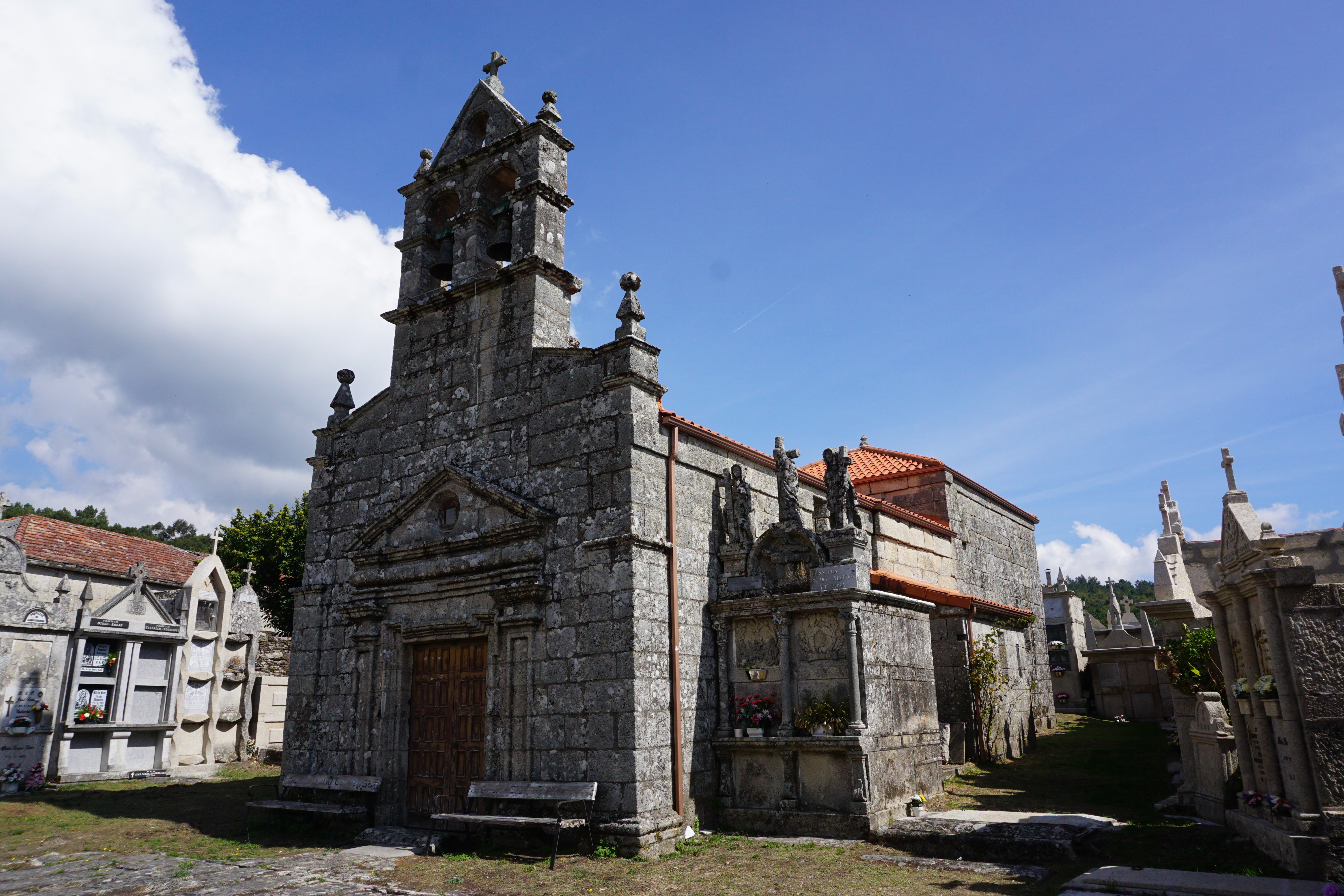
Julianuskirche
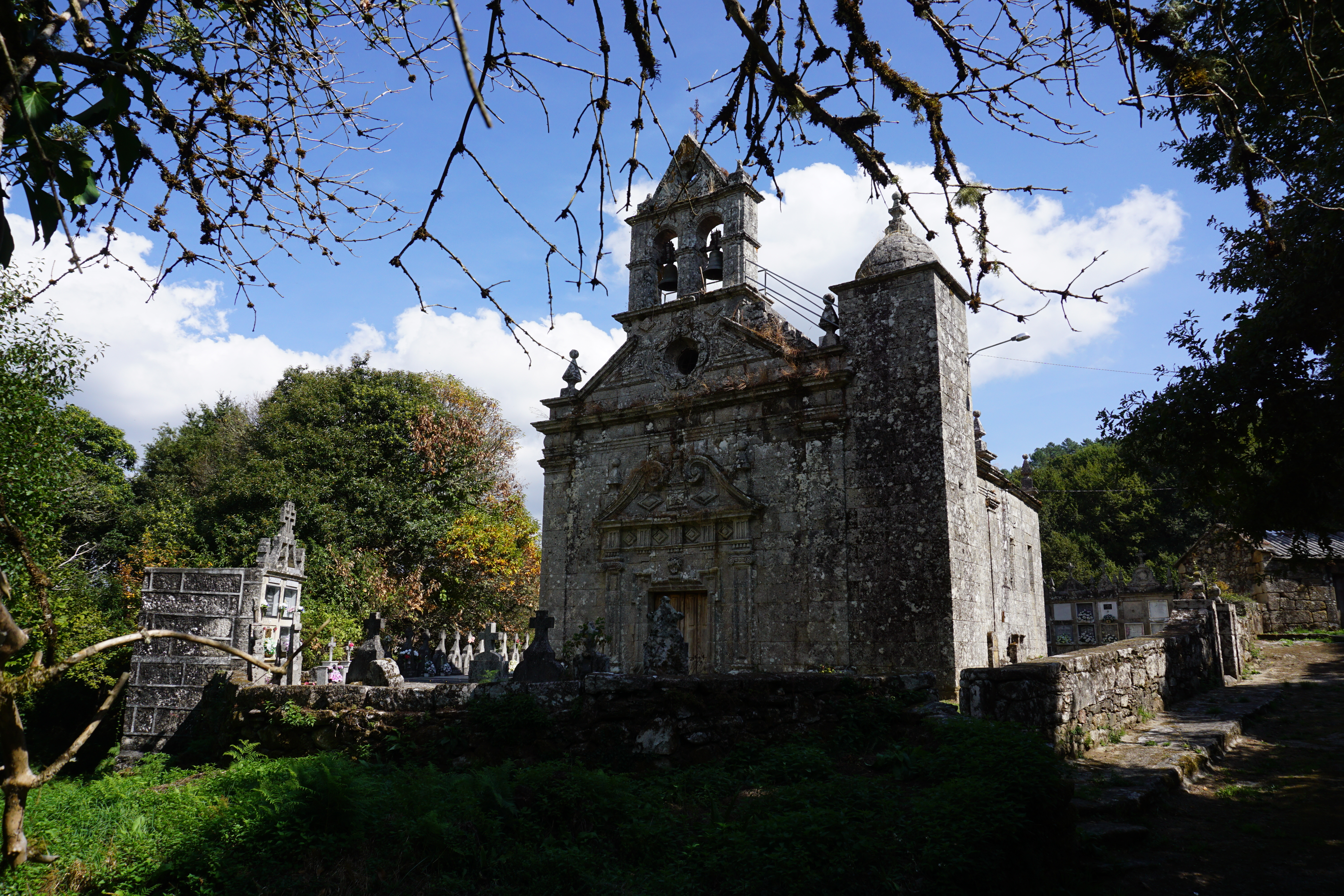
Kirche Santa Baia